# 4 Pułk Artylerii Przeciwpancernej (LWP)

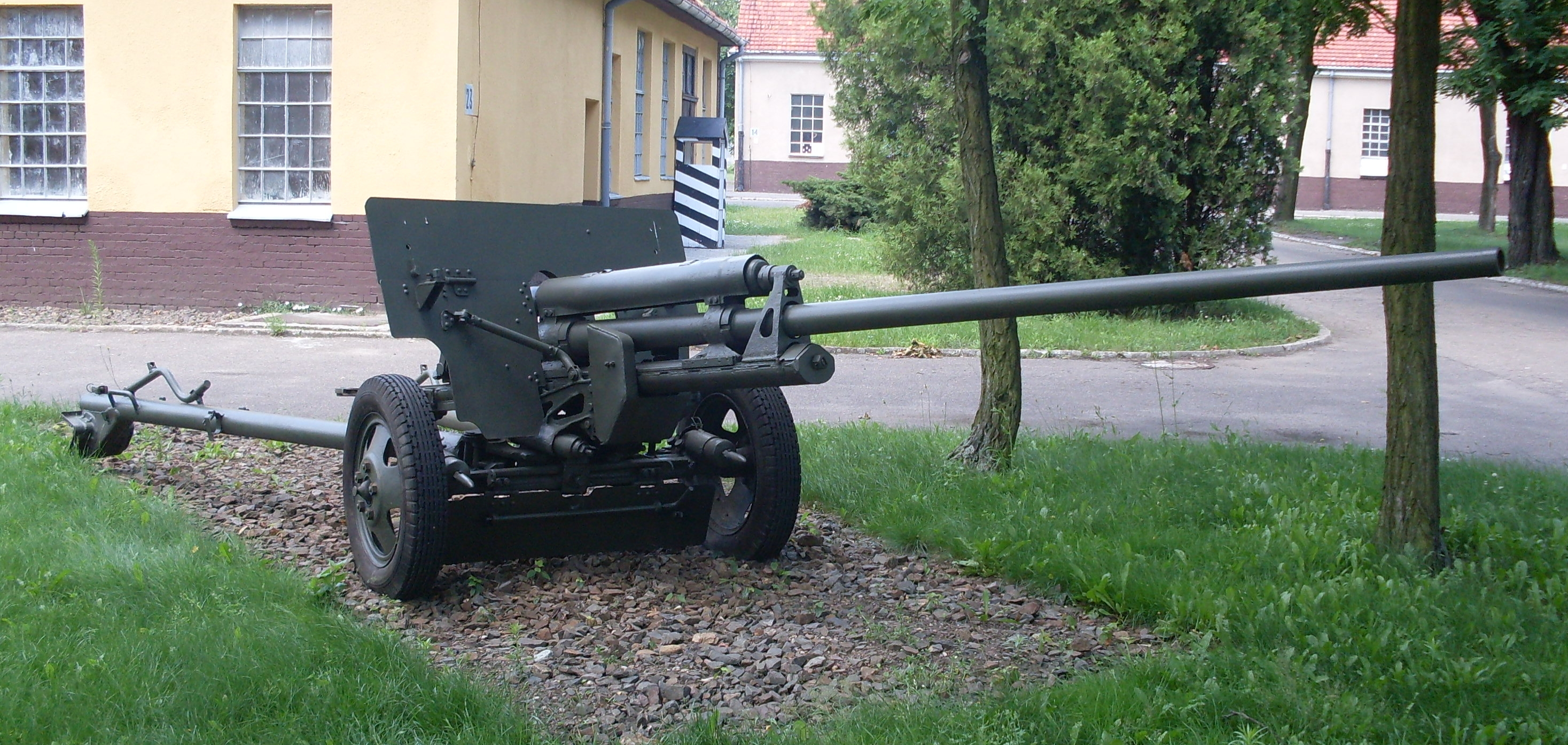
Armata przeciwpancerna wz. 1943 ZIS-2

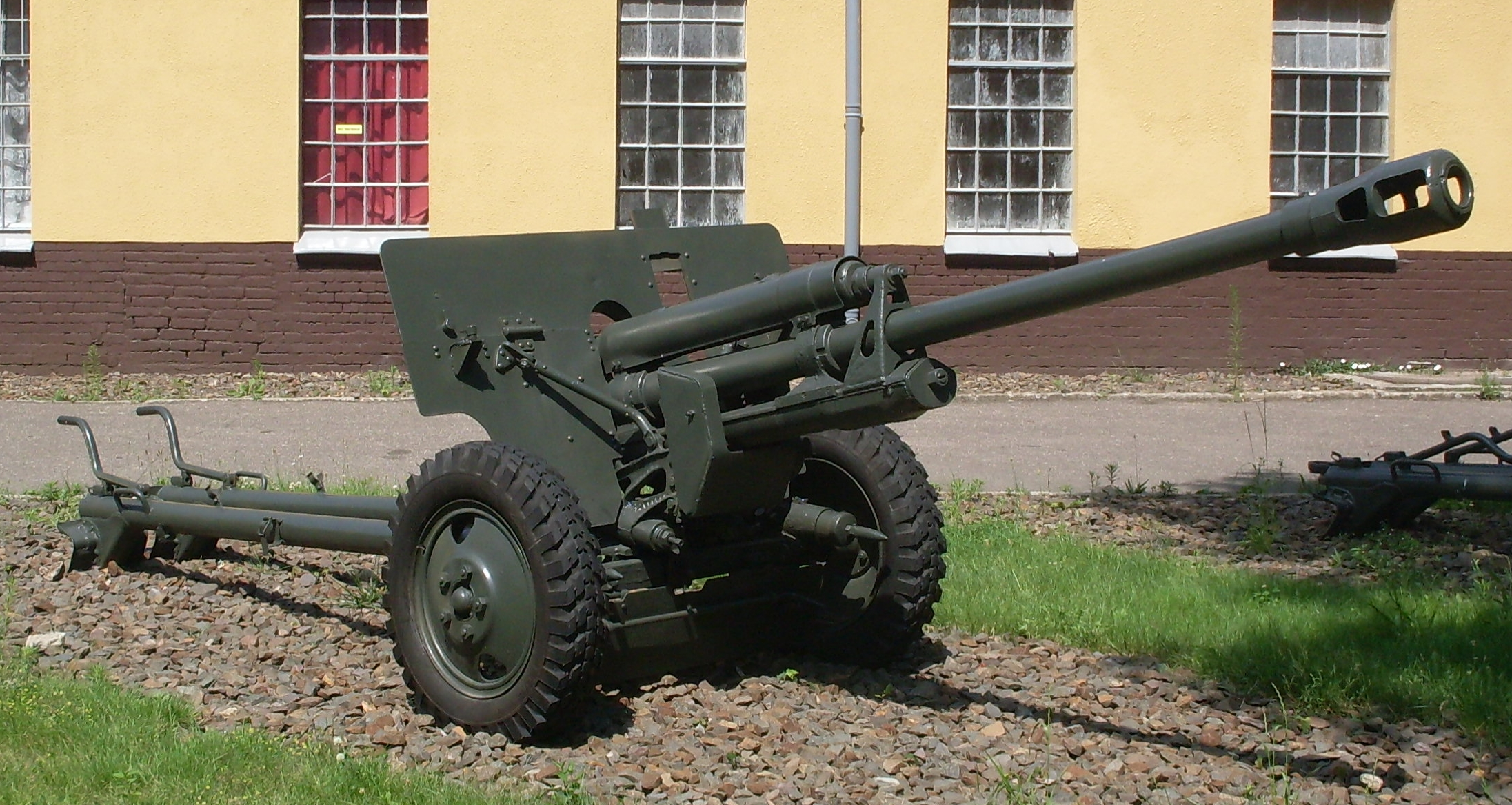
Armata dywizyjna wz. 1942 ZIS-3

4 pułk artylerii przeciwpancernej (4 pappanc) – oddział artylerii przeciwpancernej ludowego Wojska Polskiego.

## Formowanie i zmiany organizacyjne
Pułk sformowany w obozie sieleckim na podstawie rozkazu dowódcy 1 Korpusu Polskich Sił Zbrojnych w ZSRR nr 01 z 19 sierpnia 1943. 7 maja 1944 dowódca 1 Armii Polskiej w ZSRR rozkazał przeformować 4 pappanc w 4 Brygadę Artylerii Przeciwpancernej. W składzie brygady utworzony został według etatu nr 08/597 4 pułk artylerii przeciwpancernej. 11 listopada 1943 w Sielcach stan osobowy pułku złożył przysięgę. 12 lipca 1945 pułk przybył do pokojowego garnizonu Pszczyna.

## Skład etatowy
- Dowództwo i sztab
- 6 x bateria artylerii przeciwpancernej
  - 2 x pluton ogniowy
- park artyleryjski

Stan etatowy pułku liczył 489 żołnierzy, w tym 60 oficerów, 176 podoficerów i 263 kanonierów.

Etatowe uzbrojenie i sprzęt stanowiły:

- armaty przeciwpancerne – 24
- karabiny maszynowe – 12
- samochody – 30
- ciągniki – 30

## Marsze i działania bojowe
|  |  |  |

|  |  |  |

## Dowódcy pułku
- mjr Władysław Iżyk (9 VIII 1943 – 9 IV 1945)
- mjr Borys Chmielnicki (od 9 IV 1945)